# Konrad Gebhardt
Konrad Gebhardt (* 4. Dezember 1881 in Berlin, Deutsches Reich; † 3. Mai 1937 in Hamburg) war ein deutscher Schauspieler und Hörspielsprecher.

## Leben und Wirken
Gebhardt erhielt zur Jahrhundertwende seine künstlerische Ausbildung bei Anna Uhlig und debütierte im Jahre 1900 in Harburg (heute ein Stadtteil Hamburgs). Anschließend ging er bis 1905 nach Frankfurt am Main, ehe er ans Deutsche Schauspielhaus nach Hamburg zurückkehrte. Hier blieb er bis zu seinem frühen Tode im Alter von nur 55 Jahren.

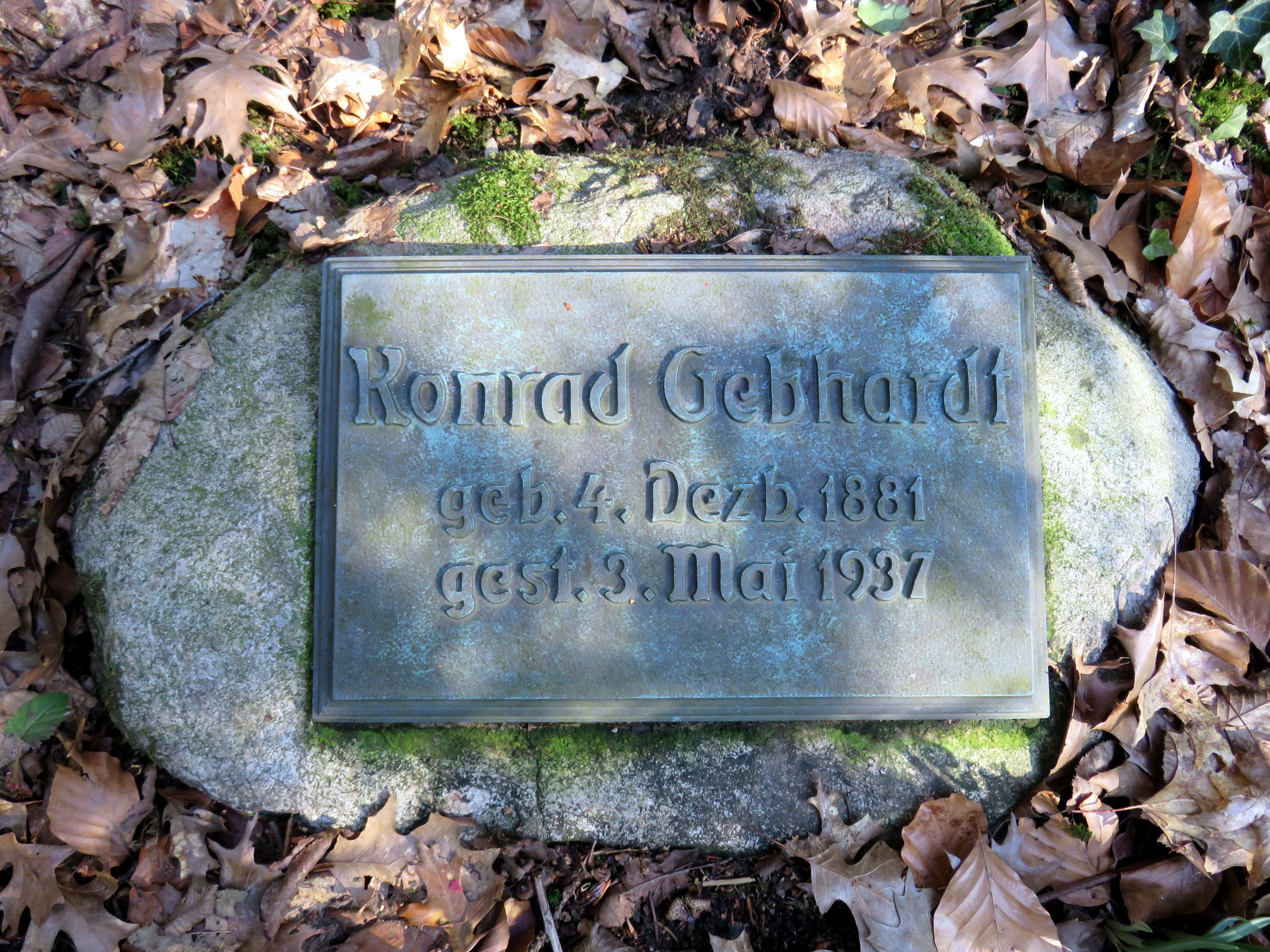
Kissenstein für Konrad Gebhardt auf dem Friedhof Ohlsdorf

Gebhardts erstes Rollenfach war das des jugendlichen Helden und Liebhabers. In dieser Frühphase sah man den gebürtigen Berliner als Don Karlos im gleichnamigen Schiller-Stück, als Don Cesar in Die Braut von Messina desselben Autors, als Erbprinz Karl-Heinz in der Romanze Alt-Heidelberg, als Romeo in Romeo und Julia, als Ferdinand in Kabale und Liebe, als Hans in Max Halbes Jugend und als Jacob Doorn in Der Strom desselben Autors.
Beim Stummfilm gab Konrad Gebhardt kaum mehr als nur Gastspiele, keine dieser weitgehend unbekannten Produktionen besitzt eine künstlerische Bedeutung.
Seit 1924 trat er als Hörspielsprecher bei der Nordischen Rundfunk AG (NORAG)  in Hamburg vor die Mikrophone. Hier war er zumeist in Hauptrollen zu hören.
Konrad Gebhardt wurde auf dem Ohlsdorfer Friedhof im Bereich der Grabstätte von Ernst Koehne (1856–1933), dem Mitbegründer des Deutschen Schauspielhauses in Hamburg, im Planquadrat Y 12 südwestlich vom Nordteich beigesetzt.

## Filmografie
- 1914: Das deutsche Volkslied
- 1916: Irrlichter des Ruhmes
- 1917: Franz Schubert
- 1920: Die Flucht aus dem Heere der Heimatlosen
- 1921: Das zweite Leben
- 1922: Greuel der Finsternis
- 1922: Jimmy, ein Schicksal von Mensch und Tier

## Hörspiele (Auswahl)
- 1924: Wilhelm Meyer-Förster: Alt-Heidelberg – Regie: Hermann Beyer
- 1926: Max Halbe: Der Strom – Regie: Hermann Beyer
- 1926: Gotthold Ephraim Lessing: Minna von Barnhelm oder: Das Soldatenglück – Regie: Nicht angegeben
- 1926: Walter von Molo: Till Lausebums. Ein romantisches Lustspiel in drei Aufzügen – Regie: Hans Hansen
- 1927: August Strindberg: Gespenstersonate – Regie: Hans Flesch
- 1927: Molière: Tartüff – Regie: Harald Röbbeling